# Ciclismo de pista

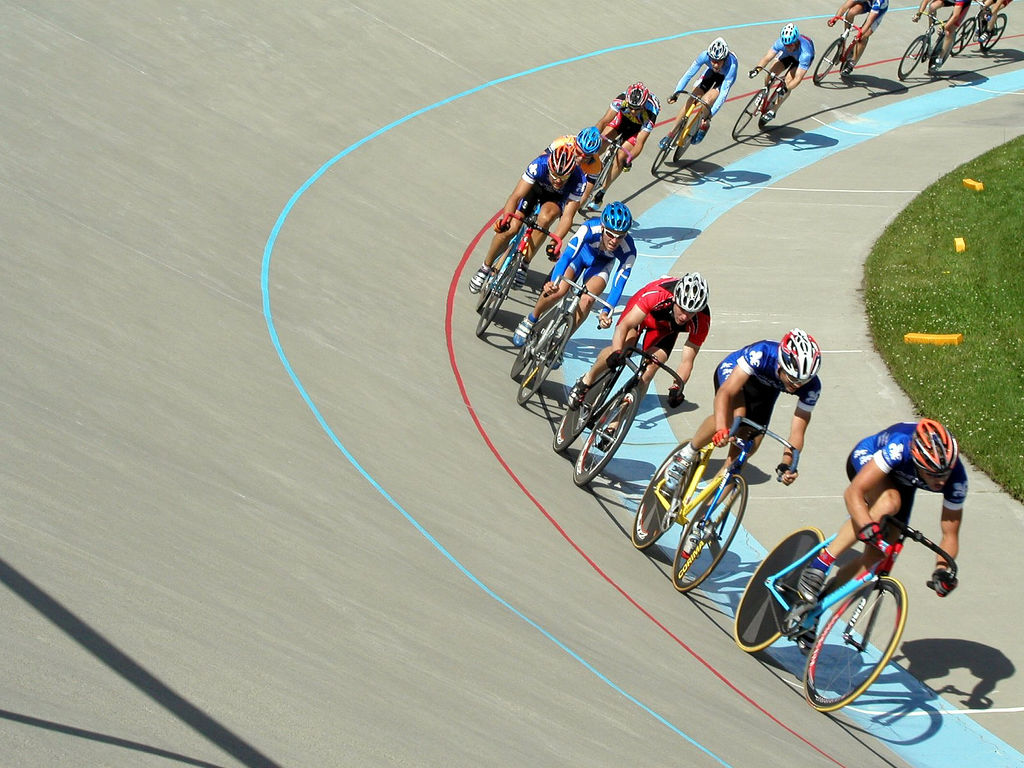
Ciclismo de pista.

O ciclismo de pista ou ciclismo em pista é um tipo de competição esportiva, derivada do ciclismo de estrada, porém é disputada em pistas especialmente construídas para esta modalidade conhecidas como velódromo.

## Histórico
O ciclismo de pista tem origem no final do século XIX e seu primeiro campeonato mundial aconteceu em 1895.

## Tipos de corridas
O ciclismo de pista é regulado pela União Ciclística Internacional (UCI) e possui diferentes modalidades, sendo as principais listadas abaixo:

### Perseguição por equipes

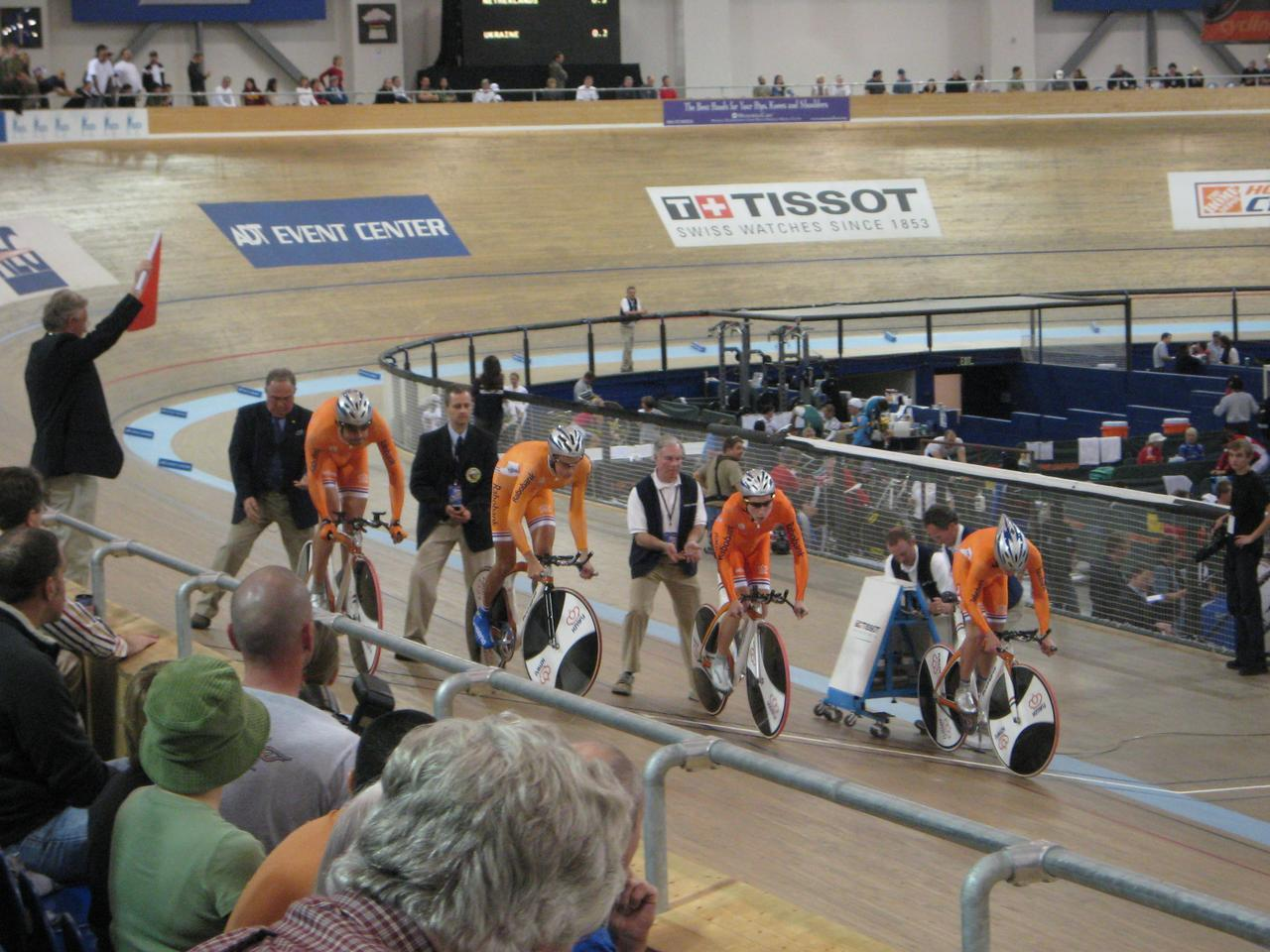
Perseguição por equipes.

A prova é disputada por duas equipes de 4 corredores, que largam em pontos opostos da pista e percorrem a distância de 4 km. Vence a equipe que alcançar a outra ou obtiver o menor tempo. Uma equipe é considerada alcançada quando a equipe adversária (pelo menos três corredores rolando juntos) atinge uma distância igual ou inferior a um metro.

### Perseguição individual
Semelhante à prova por equipes, porém sendo disputada por apenas dois competidores que percorrem uma distância que pode variar de 2 km a 4 km, sendo declarado vencedor o atleta que alcançar o seu adversário ou obtiver o menor tempo. Um corredor é considerado alcançado no momento em que o pedal da bicicleta do seu adversário alcance o seu próprio pedal.

### Corrida de velocidade
A prova é disputada por equipes de 3 ciclistas. Parecida com a perseguição por equipes.

### Madison
É uma prova com sprints intermediários, disputada por duplas em que o primeiro que terminou todas as suas voltas impulsiona o outro colega para frente.

### Quilômetro
Trata-se de um longo contrarrelógio individual com uma distância de 1 km para os homens e 500 m para as mulheres. O corredor que conseguir o melhor tempo é declarado vencedor.

### Keirin
É uma prova de sprint disputada por seis ciclistas em simultâneo, a prova inicia-se com os ciclistas a seguirem um motociclo (sendo possivel peitar na prova nunca o poderem ultrapassar) que inicia a uma velocidade de 30 km/h e vai aumentando a velocidade até atingir cerca de 50 km/h e deixa a pista, em princípio, a 600/700 m do fim.

### Scratch
É uma prova individual, limitada a 24 competidores, de partida maciça (não existem eliminatórias, todos os participantes iniciam a prova em simultâneo) em que o objectivo é chegar ao final em primeiro.

### Corrida por pontos
É uma prova de partida maciça com duração que pode variar entre 20 km e 40 km, em que são disputados vários sprints intermediários. Ao final de cada sprint, são atribuidos 5 pontos para o primeiro colocado, 3 pontos ao segundo, 2 pontos ao terceiro e 1 ponto ao quarto. Também são atribuídos 20 pontos para o corredor que ganhar uma volta em relação ao pelotão principal. Caso um ciclista perca uma volta em relação ao pelotão principal, será subtraído um total de 20 pontos. É declarado vencedor o competidor que tiver obtido o maior número de pontos.